# Реверсивное торможение
Реверсивное торможение — вид торможения, при котором тормозной момент создаётся за счёт изменения направления тяги двигателя на противоположный движению.
По сравнению с другими видами торможения, реверсивное позволяет сохранить высокую тормозную силу вплоть до остановки, что заодно позволяет исключить применение дотормаживания. Помимо этого, оно отличается высокой надёжностью, так как упрощается тормозная система. В то же время, несвоевременное отключение реверсивного торможения после остановки транспортного средства (автомобиль, поезд и т. д.) может привести к движению в обратную сторону. Помимо этого, данный режим работы двигателей близок к аварийному, да и сами двигатели в этом момент могут потреблять больше энергии.

## Реверсивное торможение по типам тяговых двигателей и движителей

### Паровая машина
Такая разновидность реверсивного торможения более известна как контрпар. На паровозах такой режим является аварийным при отказе тормозов, а на пароходах — основным способом торможения на воде.

### Реактивный двигатель
В космических аппаратах реверсивное торможение — в принципе единственный способ снижения скорости в космическом пространстве. Для этой цели может применяться специальный тормозной двигатель, либо разворот против движения и дальнейшее торможение маршевым двигателем (на космических челноках «Space Shuttle» и «Буран»).
В авиации реверс используется в основном для торможения на пробеге, после посадки, или для аварийного торможения при прерванном взлёте. Для этого используется специальное реверсивное устройство, направляющее реактивную струю против движения.

### Электродвигатели
Так называемое противотоковое торможение, торможение противовключением является одной из разновидностей электрического торможения, при котором тормозной момент в тяговых электродвигателях создаётся за счёт реверсирования их обмоток возбуждения. Таким образом возникают силовые моменты, которые направлены в сторону, противоположную направлению вращения их роторов.
Основная проблема противотокового торможения в том, что ток в этот момент может быть существенно больше тока короткого замыкания, из-за изменения полярности противо-ЭДС, что может привести к повреждению двигателей, или срабатыванию аппаратов защиты, которые отключат двигатели от цепи. Из-за этого реверсивное торможение практически невозможно применять при больших скоростях движения. Также оно не используется на электроподвижном составе постоянного тока, а если и применяется, то как аварийное при малых скоростях движения (10—15 км/ч) и лишь на первой позиции контроллера (последовательно соединённые ТЭД с полностью введёнными пусковыми сопротивлениями).
На электроподвижном составе переменного тока реверсивное торможение может применяться как штатное при малых скоростях движения. Особенно это удобно на электровозах с импульсным регулированием (ВЛ80р, ВЛ85, ВЛ65, ЭП1), где переход с рекуперативного торможения на реверсивное осуществляется изменением угла открытия тиристоров статического преобразователя.
Помимо электротранспорта, электрическое реверсивное торможение применяется в местах, где моторы не работают в столь жёстких режимах, но нежелательно использовать специализированное тормозное устройство: например, в некоторых сварочных аппаратах, работающих на непрерывной электродной проволоке, для торможения кассеты с проволокой, в стиральных машинах для резкой остановки барабана с целью встряхивания белья после отжима, а также в приводе перемещения головки в жестких дисках и дисководах для компакт-дисков. Также реверсивное торможение применяется в автомодельном спорте.

### Гребной винт
Реверсирование гребного винта — основной способ торможения судов. В зависимости от типа силовой установки судна и передачи к гребному винту могут применяться различные способы реверсирования: контрпар (на пароходах), переключение реверс-редуктора или реверсирование и пуск ревсивного дизельного двигателя на обратный ход (на теплоходах), изменением направления вращения гребного электродвигателя (на подводных лодках и дизель-электроходах), поворот лопастей винта на отрицательный угол атаки (на крупных судах с винтом регулируемого шага). При реверсировании гребного винта руль судна может оказаться в возмущенном потоке и стать неэффективным. Именно сниженная эффективность руля при реверсировании винта не позволила «Титанику» уклониться от айсберга.

### Водомётный движитель
Водометный движитель реверсируется так же, как газотурбинный двигатель — применением заслонок на сопле. Широко используется на скоростных судах, например, теплоходе типа «Заря». При этом есть одна особенность. Так как руль у «Зари», и многих других водометных судов, гидрореактивный (размещен в струе водомета) то при торможении и заднем ходе направление поворота судна не соответствует направлению поворота штурвала, что должен учитывать судоводитель.